# Ventosilla y Tejadilla
Ventosilla y Tejadilla är en kommun i Spanien.   Den ligger i provinsen Provincia de Segovia och regionen Kastilien och Leon, i den centrala delen av landet, 90 km norr om huvudstaden Madrid. Arean är 6,0 kvadratkilometer.
Terrängen i Ventosilla y Tejadilla är platt.